# شراق (حديبو)

تعديل مصدري - تعديل

شراق هي إحدى قرى مديرية حديبو التابعة لمحافظة سقطرى، بلغ تعداد سكانها 38 نسمة حسب تعداد اليمن لعام 2004.